# Scooby-Doo i čudovište iz Loch Nessa
Scooby Doo i čudovište iz Loch Nessa (engl. Scooby Doo and the Loch Ness Monster) sedmi je dugometražni animirani DVD film iz serije Scooby Doo, izdan 2004. godine.

## Radnja
Daphne s prijateljima ide u Škotsku posjetiti dvorac Blake, dom svojih predaka, i pomoći svojoj rođakinji Shannon na otvaranju Highlandskih igara, natjecanja u tradicionalnim škotskim sportovima. Od Shannon doznaju da iako do sada nitko nije imao problema s čudovištem iz jezera Loch Ness, u zadnje se vrijeme počelo pojavljivati, a istu noć susreću ga i Shaggy i Scooby. Škvadra odlučuje otkriti radi li se samo o još jednoj prijevari ili pravoj zvijeri iz Locha.

## Glasovi